# Amelia Abascal
Amelia Abascal Gómez (Madrid, 7 de enero de 1920) fue una pintora, escultora, muralista y ceramista española nacionalizada mexicana.

## Biografía
Abascal nació el 7 de enero de 1920 en Madrid, España. En 1940, a la edad de 20 años, se exilió a México, donde se nacionalizaría. Aunque fue principalmente una artista autodidacta, en México tomó clases de química y la aplicó a sus artes plásticas, pintura, cerámica y diseño. Fue una de las cuatro artistas que representaron a México en 1968 en una exposición en Argentina de pintura latinoamericana, tras la que triunfó con una exposición individual en la Galería de Arte Misrachi en la Ciudad de México ese mismo año.
El trabajo de Abascal consistió en tratar láminas de bronce y cobre con ácido para crear una textura erosionada. Se especializó en escultura en relieve, pero también realizó murales. Las planchas de cobre tratadas con ácido de Abascal se exhibieron en la Galería de Arte Mexicano de 1967 que se llevó a cabo en la Ciudad de México, México, durante los meses de enero y febrero. Un crítico describió las planchas como «vigor abstracto sobre planchas de cobre».
En la Galería de Arte Mexicano de 1967, junto a las planchas de cobre tratado con ácido de Abascal, se encontraban piezas de Carlos Mérida, a quien se le atribuye ser uno de los primeros artistas latinoamericanos en combinar estilos europeos y latinoamericanos en la pintura.